# The Dream Fairy
The Dream Fairy è un cortometraggio muto del 1913 scritto e diretto da Ashley Miller.

## Produzione
Il film fu prodotto dalla Edison Manufacturing Company.

## Distribuzione
Distribuito dalla General Film Company, il film - un cortometraggio di una bobina - uscì nelle sale cinematografiche degli Stati Uniti il 16 luglio 1913.